# 驟雨中的陽光續集
《驟雨中的陽光續集》（英語：Love Story 1980 II），香港麗的電視經典電視劇，於1980年首播，共20集，為《驟雨中的陽光》之續集，由林國雄、陳秀雯、文雪兒及顧紀筠等主演。《驟雨中的陽光續集》首播後的收視率比第一輯為高。劇中主角林國雄及陳秀雯更於劇中擦出愛火，並於1987年結婚。

## 劇情介紹
承接《驟雨中的陽光》，周秀中（陳秀雯飾）赴英留學後，與朱重敏（林國雄飾）分隔兩地致感情生變。重敏結識Sue（顧紀筠飾），惟對中仔不能忘情。中仔終向重敏提出分手，重敏痛定思痛決心努力學業，並得Sue勉勵。中仔回港，與重敏舊情復熾，重敏徘徊兩女之間，心情矛盾，不能作出選擇……。

## 演員表

### 主要演員
- 林國雄 飾演 朱重敏／朱仲敏（周秀中之男朋友）
- 陳秀雯 飾演 周秀中（花名「中仔」，朱仲敏之女朋友）
- 蔣　金 飾演 肥　蘇（棠棠之男朋友）
- 文雪兒 飾演 棠　棠（肥蘇之女朋友）
- 顧紀筠 飾演 Sue（喜歡朱重敏）
- 喬　宏 飾演 朱　發（朱重敏之父親）
- 李燕萍 飾演 敏　母／朱敏母
- 劉克宣 飾演 周柏圖（周秀中之父親）
- 梁舜燕 飾演 周何妙容（周秀中之母親）

### 其他演員
待查

## 外部連結
- 驟雨中的陽光 （页面存档备份，存于）

| 麗的電視 中文台 星期一至五 21:00-21:30 時段 | 麗的電視 中文台 星期一至五 21:00-21:30 時段  | 麗的電視 中文台 星期一至五 21:00-21:30 時段 |
| ------------------------------------------- | -------------------------------------------- | ------------------------------------------- |
|                                             | 驟雨中的陽光續集 （1980.11.03 - 1980.11.28） |                                             |
| 浪濺長堤 （1980.09.29 - 1980.10.31)         | 待查                                         |                                             |